# ソ連運輸省TGM7形ディーゼル機関車
TGM7形（ロシア語: ТГМ7）は、リュディノフスキー機関車工場が1974年から製造した液体式ディーゼル機関車（ロード・スイッチャー）。日本領時代から続く1,067 mm軌間を用いていたサハリンの鉄道へ導入された。

## 概要・運用
入換や小運転用に残存していた蒸気機関車の置き換え用として開発されたディーゼル機関車。車体はソ連本土に導入されていたTGM3A形やTGM4形を基に設計され、左右非対称のセミセンターキャブ型を採用した。ディーゼルエンジンはサハリン向けの本線用ディーゼル機関車であるTG16形と同じV形12気筒4ストローク機関のM756V形（М756В）を用い、部品の共用を可能とした。台車はTGM4形のものを基に設計が行われ、TG16形と同じ直径950 mmの車輪を採用した他、枕ばねを柔らかくした事で床面高さを低くし、サハリンで標準的に採用されていた連結器の床面高さ880 mmに対応した他、ロシア本土の広軌（1,520 mm）にも台車の交換のみで対応可能であった。
1974年から1983年まで断続的に量産が実施され、最終的な製造両数は49両であった。車庫の入換に加えて旅客列車や貨物列車の牽引にも使用されており、一部車両は台車を交換し広軌のオハ・モスカリヴォ鉄道にも導入された。TGM7-008以降はソ連で製造されたロード・スイッチャーの量産形式で初めて空気ばねが台車に採用されたが、高い湿度によるゴムの破損や冬季の減圧バルブの凍結などの不具合が多発した事でTGM7-024以降は従来のコイルばねに戻った。2010年代以降は狭軌路線の広軌への転換に伴い廃車が進行しており、2019年現在は12両が在籍している。

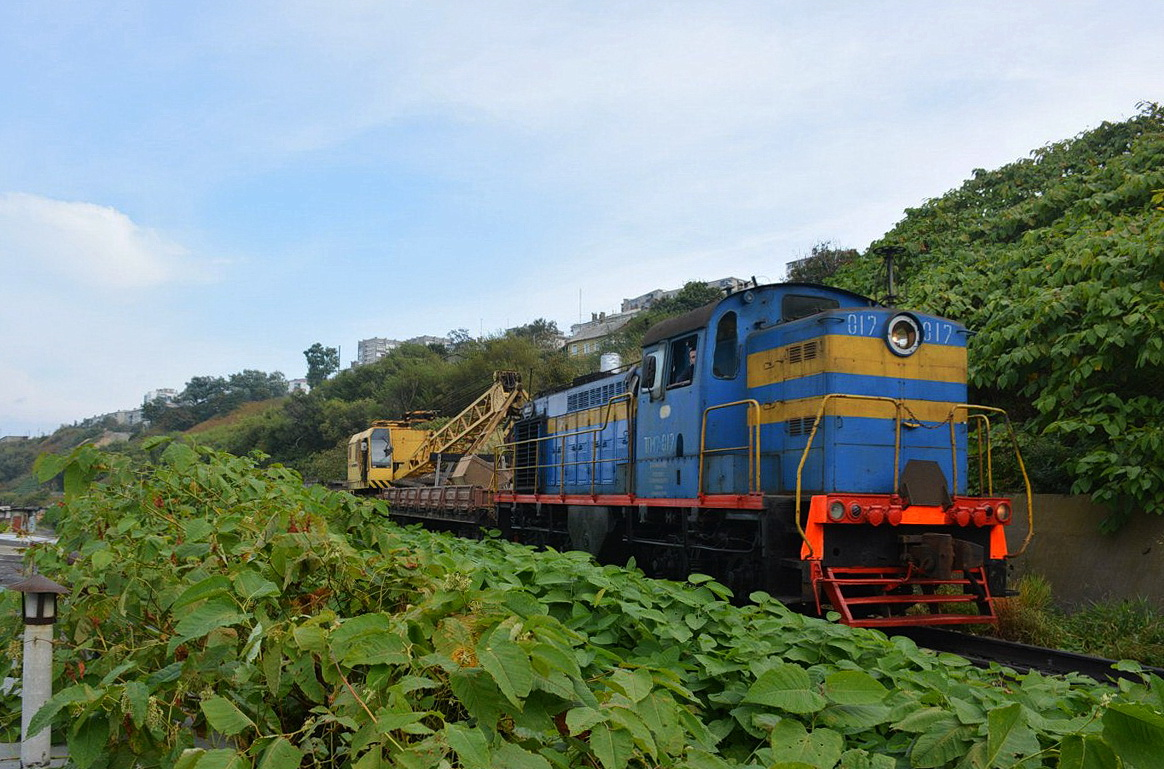
TGM7-017
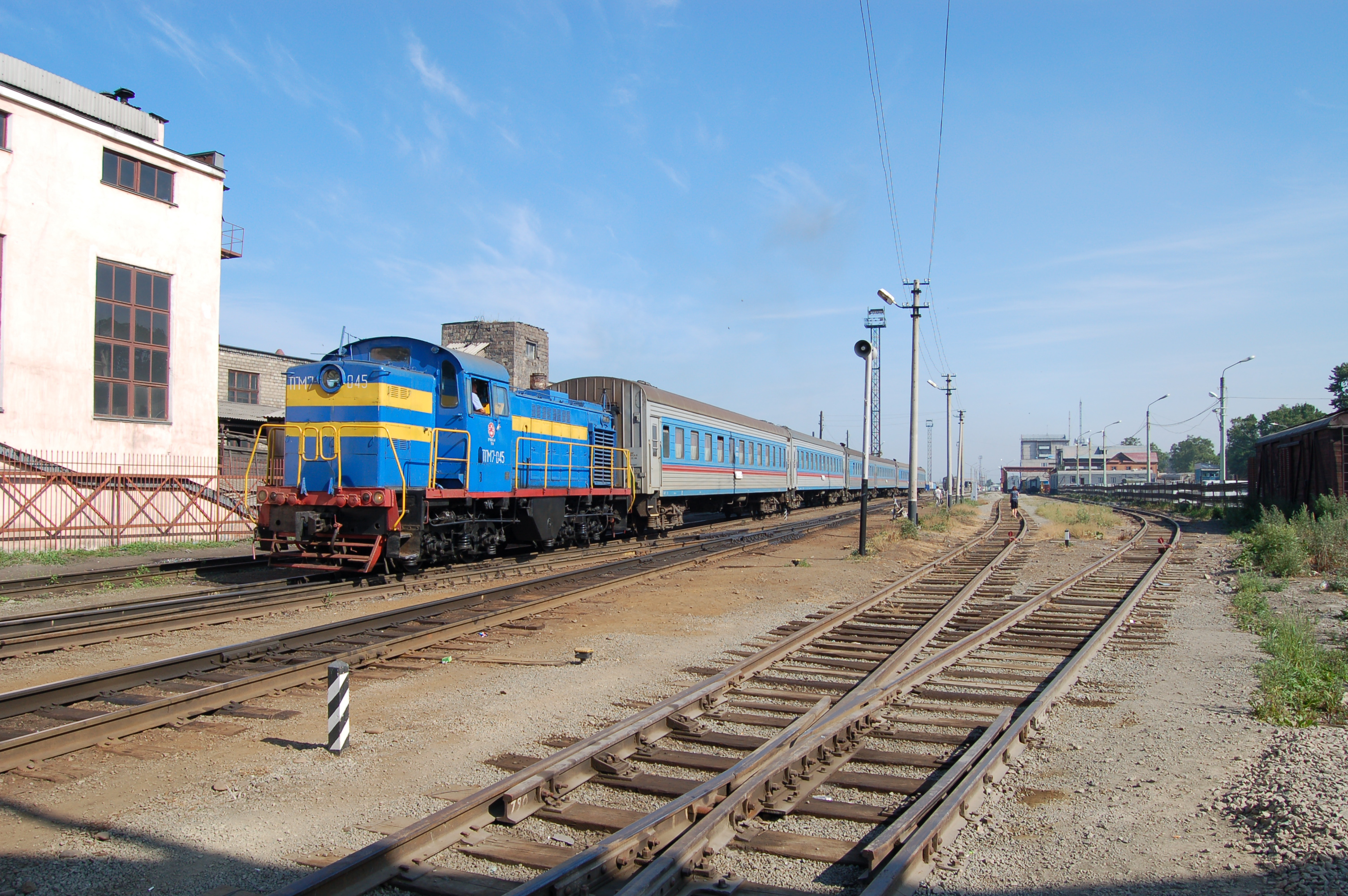
TGM7-045

## 参考資料
- Абрамов Е.Р (2015). Локомотивы и моторвагонный подвижной состав с двигателями внутреннего сгорания отечественных железных дорог. Москва́